# Juan Manuel Montalbán y Hernanz
Juan Manuel Montalbán y Hernanz (Torrelaguna, 20 d'octubre de 1806 - Madrid, 3 de febrer de 1889) va ser un Jurista espanyol, rector d'universitat, diputat, senador i acadèmic de la Reial Acadèmia de la Història.

## Biografia
Va estudiar Filosofia i Matemàtiques en el col·legi dels Pares Franciscans de Torrelaguna, i Dret en la Universitat d'Alcalá, llicenciant-se en 1830. Va ser nomenat Catedràtic de Alcalá el 27 de desembre de 1835. Allí va obstaculitzar amistat amb Pedro Gómez de la Serna y Tully amb qui va escriure un tractat de Dret civil per a l'ensenyament universitari de la matèria i, més tard, de Dret penal.
Es va doctorar en 1837 i va accedir a la Càtedra en la Universitat Central de Madrid en 1838. En 1840 fou escollit membre de la Diputació provincial de Madrid i en 1843 és escollitt Diputat al Congrés per la mateixa província sota el govern de Joaquín María López i en plena crisi per la successió del regent Espartero i la declaració de la majoria d'edat d'Isabel II.
Va abandonar momentàniament la càtedra per ser Director d'Instrucció Pública de 1855 a 1857, reintegrant-se a la Universitat. En 1858 va ingressar en la Reial Acadèmia de la Història, i fou nomenat rector de la Universitat Central de Madrid en 1862. Al març i abril de 1865 els fets de la Nit de Sant Daniel en els quals va defensar la llibertat de càtedra d'Emilio Castelar davant les ingerències del govern de Narváez li van portar a ser destituït del seu lloc el 7 de març. Mai va ser rehabilitat però el cessament no fou reconegut finalment i el 10 de març de 1866 es va jubilar del càrrec, a petició pròpia i per considerar que no podia exercir l'activitat en plena decadència i persecució del regnat d'Isabel II. Més tard va ser partidari de l'arribada de la Primera República si bé la seva activitat va ser molt limitada, encara que va obtenir escó per a senador a l'abril de 1872.

## Obres
- Elementos de derecho civil y penal de España amb Pedro Gómez de la Serna (Madrid, 1840-1886)
- Febrero o Librería de jueces, abogados y escribanos, amb Florencio García Goyena i Joaquín Aguirre (Madrid, 1844-1852)
- Tratado de procedimientos en negocios eclesiásticos: suplemento al Febrero, amb Joaquín Aguirre (Madrid, 1846)
- Recopilación compendiada de las leyes de Indias aumentada con algunas notas que no se hallan en la edición de 1841 y con todas las disposiciones dictadas posteriormente para los dominios de Ultramar, amb Joaquín Aguirre (Madrid, 1846)
- Tratado académico-forense de procedimientos judiciales, amb Pedro Gómez de la Serna. (Madrid, 1848-1861)